# 首仿药
首款學名藥（first generic drug）又称首款学名药、首款非专利药、FGD药品，是首先研究申报国外已上市而在国内未上市的药品。
在医药领域，药品按照其研发的特性分为专利药（原研药）和非专利药（仿制药）。前者在研发阶段需要投入大量的资金，在成功上市后也会在相当长的一段时间内得到专利保护，从而获得丰厚的利润；而仿制药则是在专利药的专利到期后上市的和专利药化学成分完全一致的药物，在保证药物质量的前提下大幅度降低药品的价格，降低患者的治疗费用。 
目前各个国家都鼓励仿制专利药的行为，希望通过仿制药降低整个社会的医疗费用支出，仿制药的上市时间则直接反映出制药公司的研发实力，研发实力强的公司才能在最短的时间内研发出仿制药并上市。首仿药因此也得到了不少的倾斜政策，在定价、招标等过程中享受到优惠的政策。